# Kënga Magjike 2007
Kënga Magjike 9 var den nionde upplagan av musiktävlingen Kënga Magjike. Tävlingen innefattade två semifinaler som ägde rum den 23 respektive 24 november 2007. Finalen hölls den 25 november i Pallati i Kongreseve i Tirana. 54 låtar deltog i tävlingen från början, men 40 fanns kvar i tävlingen efter telefonröstningen. Innan finalen hölls två semifinaler med 20 deltagare vardera, och i finalen deltog 18 bidrag (tio tog sig till finalen via teleröstning, 8 via juryn). Tävlingen vanns av sångerskan Aurela Gaçe med låten "Hape veten". Tvåa slutade Flori Mumajesi och Soni Malaj och trea slutade Elvana Gjata. Vinnaren utsågs genom att de tävlande fick ge varandra poäng, 1-8, 10, samt 12 poäng.

## Semifinaler

### Semifinal 1
| Nr | Artist                             | Låt                           | Vidare |
| -- | ---------------------------------- | ----------------------------- | ------ |
| 1  | Alb Magji                          | Baby                          | Nej    |
| 2  | Ani Cuedari                        | S'të ndjej                    | Nej    |
| 3  | Aurela Gaçe                        | Hape veten                    | Ja     |
| 4  | Berkan                             | Dashuri kronike               | Ja     |
| 5  | Blerina Matraku                    | U tha                         | Nej    |
| 6  | Çiljeta feat. Endri & Stefi Prifti | Kur këndoj serenatë           | Ja     |
| 7  | Dorina Muçeku                      | S'dua                         | Nej    |
| 8  | Elvana Gjata                       | Ku jeton dashuria             | Ja     |
| 9  | Emi Bogdo                          | E shkuara shkon               | Nej    |
| 10 | Erga Halilaj                       | Pa kthim                      | Ja     |
| 11 | Hana Cakuli                        | U shërova                     | Ja     |
| 12 | Jehona Sopi                        | Fustani i bardhë              | Ja     |
| 13 | Jetmir Hyseni                      | Princesha e kafeterisë        | Nej    |
| 14 | Joana                              | Më mungon                     | Nej    |
| 15 | Lena                               | Plazhi i kujtimeve            | Nej    |
| 16 | NRG Band                           | Eja me mu nji nat             | Ja     |
| 17 | Qelbanix                           | Dua të dal e të kthehem prapë | Nej    |
| 18 | Rosela Gjylbegu                    | Për ne të dy                  | Ja     |
| 19 | Samanta Karavella                  | Iluzion                       | Nej    |
| 20 | Valon Shehu                        | I mbyll sytë                  | Nej    |

### Semifinal 2
| Nr | Artist                       | Låt                              | Vidare |
| -- | ---------------------------- | -------------------------------- | ------ |
| 1  | 0290                         | Jena                             | Nej    |
| 2  | Albërie Hadërgjonaj          | Ik tani                          | Ja     |
| 3  | Anjeza Shahini               | Nxënësja më e mirë               | Ja     |
| 4  | Arbër Arapi & Marsida Saraçi | Hapa dashurie                    | Nej    |
| 5  | Besa Kokëdhima               | Pa yllin tënd                    | Ja     |
| 6  | Burn                         | Nuk ja vlejti                    | Ja     |
| 7  | Evi Reçi                     | Zjarr i harruar                  | Nej    |
| 8  | Flori Mumajesi & Soni Malaj  | Fluturimi 3470                   | Ja     |
| 9  | Gili                         | Mysafire nderi                   | Ja     |
| 10 | Julka                        | Bla Bla Bla                      | Ja     |
| 11 | Kastro Zizo                  | Gjinkalla që do dashuroj në 2070 | Ja     |
| 12 | Leonora Jakupi               | Një herë në jetë                 | Ja     |
| 13 | Lori                         | Amerika                          | Nej    |
| 14 | Master Bass & 25%            | Kam stress                       | Nej    |
| 15 | Rezarta Shkurta              | I pafat                          | Nej    |
| 16 | Seldi Qalliu                 | Gocë trendi                      | Nej    |
| 17 | Valbona Ostreni              | Mike mediatike                   | Nej    |
| 18 | Vini                         | Ëndrrat nuk kanë fund            | Nej    |
| 19 | Vitmar Basha                 | Akoma tonat                      | Nej    |
| 20 | Xhuli                        | Dhe sa kohë                      | Nej    |

## Finalen
Nedan listas deltagarna som slutade topp-5 i tävlingen.
| Plats | Artist                      | Låt                | Poäng |
| ----- | --------------------------- | ------------------ | ----- |
| 1     | Aurela Gaçe                 | Hape veten         | 529   |
| 2     | Flori Mumajesi & Soni Malaj | Fluturimi 3470     | 403   |
| 3     | Elvana Gjata                | Ku jeton dashuria  | 386   |
| 4     | Anjeza Shahini              | Nxënësja më e mirë | 362   |
| 5     | Jehona Sopi                 | Fustani i bardhë   | 334   |